# Allan Dokossi
Allan Julien Dokossi (París; 14 de octubre de 1999) es un baloncestista con doble nacionalidad francés y centroafricano que pertenece a la plantilla del JDA Dijon de la LNB Pro A francesa. Con 2,03 metros de estatura, juega en la posición de ala-pívot. 

## Trayectoria deportiva

### Profesional
Comenzó jugando en las categorías inferiores del Le Mans Sarthe Basket, de donde pasó en 2018 a formar parte del equipo sub-21 del Fos Provence Basket. Allí promedió alrededor de 14 puntos y 11 rebotes. Estos números le garantizaron sus primeros partidos con el primer equipo del club.
Al comienzo de la temporada 2020-21 de la LNB Pro B, la gerencia de Fos Provence Basket no estaba segura de si Dokossi formaría en su equipo principal. Por ese motivo, lo dotaron de una doble licencia, jugando cedido dos partidos con el Union Sportive Avignon de la NM1, tras los que regresó. Acabó la temporada promediando 9,4 puntos y 8,4 rebotes por partido, siendo pieza fundamental en el asecenso de vuelta a la Pro A.
El 30 de junio de 2023 fichó por el JDA Dijon de la LNB Pro A.

### Selección nacional
Dokossi forma parte de la selección de República Centroafricana, con la que disputó las calificatorias para el AfroBasket 2021, en las que promedió 13,7 puntos y 7,3 rebotes por partido.